# Patti Austin
Patti Austin, född 10 augusti 1950 i Harlem, New York, är en amerikansk R&B- och jazzsångerska. Quincy Jones och Dinah Washington blev hennes gudföräldrar.
Hon har haft flera hits på Billboardlistan, den största av dem var "Baby, Come To Me" som hon sjöng in tillsammans med James Ingram, vilken 1983 nådde förstaplatsen, tack vare att den hördes i såpoperan General Hospital.
I Sverige fick hon sin största hit 1985 när hon sjöng på Narada Michael Waldens singel "Gimme, Gimme, Gimme" vilken blev etta på Trackslistan.

## Diskografi
Studioalbum
- 1976 – End of a Rainbow
- 1977 – Havana Candy
- 1980 – Body Language
- 1981 – Every Home Should Have One
- 1984 – Patti Austin
- 1985 – Gettin' Away with Murder
- 1988 – The Real Me
- 1990 – Love Is Gonna Getcha
- 1991 – Carry On
- 1994 – That Secret Place
- 1998 – In & Out of Love
- 1999 – Street of Dreams
- 2001 – On the Way to Love
- 2002 – For Ella
- 2007 – Avant Gershwin
- 2011 – Sound Advice
- 2016 – Mighty Musical Fairy Tales

Livealbum
- 1979 – Live at the Bottom Line
- 1992 – Live
- 2017 – Ella And Louis